# King Josaphat Chewa

King Josaphat Nkouete Chewa, plus connu sous le nom de KJC, est un joueur de Scrabble camerounais, né à Yaoundé le 12 juillet 1997. Reconnu pour ses compétences, il est notamment célèbre pour avoir remporté plusieurs titres prestigieux, dont celui de Champion d’Afrique de Scrabble Duplicate.
Ingénieur en informatique de formation, King Josaphat Chewa s'illustre également comme instructeur de Scrabble scolaire.

## Carrière de Scrabble
King Josaphat a découvert le Scrabble grâce à son oncle, qui lui a appris à jouer en utilisant un calendrier et des jetons en bois. Sa passion pour le jeu s'est rapidement transformée en une carrière compétitive, marquée par des victoires remarquables.

### Premiers succès
En novembre 2021, KJC a remporté ses premiers trophées internationaux lors d'une compétition à Djerba, en Tunisie. Ces victoires ont marqué le début de son ascension dans le monde du Scrabble.

### Championnats d'Afrique
En mai 2022, à seulement 24 ans, KJC est devenu le plus jeune champion d'Afrique de Scrabble en remportant la médaille d'or lors de la sixième édition des Championnats d'Afrique à Yaoundé, au Cameroun. Il s'est distingué dans la catégorie Scrabble Duplicate, surpassant 74 concurrents africains.
En plus de son titre de champion d'Afrique, il a également été vice-champion d'Afrique dans les catégories Paires et Blitz et champion d'Afrique par équipe  avec le Cameroun (2023).

### Clubs
- Douala Intellectual Sport Club (2016-2019)
- Harmony Scrabble Club à partir de 2020[5].

### Performances mondiales
En 2024, KJC a réalisé une performance exceptionnelle en terminant à la 4e place des Championnats du Monde de Scrabble Duplicate organisés à Montauban, en France. 
Cette même année, il est devenu le premier Camerounais à intégrer le top 10 mondial en Scrabble Duplicate. Il occupe actuellement la 10e place du classement mondial, consolidant ainsi son statut de joueur d'élite.

## Bénévolat
KJC a offert ses services à titre bénévole dans plusieurs établissements, notamment au Collège Libermann à Douala (2022-2023) et au Lycée de Monatélé (2023-2025), où il a initié de nombreux élèves à la pratique du Scrabble.

## Palmarès
| Année | Compétition                                | Épreuve            | Classement    |
| ----- | ------------------------------------------ | ------------------ | ------------- |
| 2021  | Multiplex OIF (Djerba, Tunisie)            | Général            | Vainqueur     |
| 2022  | Championnats d'Afrique (Yaoundé, Cameroun) | Scrabble Duplicate | Champion      |
| 2022  | Championnats d'Afrique (Yaoundé, Cameroun) | Paires             | Vice-champion |
| 2022  | Championnats d'Afrique (Yaoundé, Cameroun) | Blitz              | Vice-champion |
| 2023  | Championnats d'Afrique (Maroc)             | Élite              | Champion      |
| 2023  | Jeux de la francophonie (Kinshasa, RDC)    | Général            | Vice-champion |
| 2024  | Championnats du Monde (Montauban, France)  | Scrabble Duplicate | 4e place      |
| 2024  | Classement mondial                         | Scrabble Duplicate | 10e place     |
| 2024  | Championnat du Cameroun                    | Duplicate          | Champion      |
| 2025  | Championnat du Cameroun                    | Duplicate          | Champion      |